# General Gelly
General Gelly o Cristóbal Gill es una localidad del departamento Constitución, provincia de Santa Fe, Argentina. Se halla a 3 km del Arroyo del Medio, que marca el límite con la provincia de Buenos Aires. La principal vía de comunicación es un camino rural que la comunica al norte con Cañada Rica y la ruta provincial 90, y al sur con la localidad de Pergamino (Buenos Aires), cuyo pavimento se inauguró en octubre de 2021.

## Historia
La villa nació en 1908, cuando Tomás Gill cedió los terrenos para la creación del pueblo alrededor de la estación General Gelly recientemente habilitada. No obstante el pueblo recién sería loteado en 1916. 
Buena parte de su economía está ligada a la producción agraria, pero con fuerte dependencia de servicios en la zona norte de la provincia de Buenos Aires, sobre todo de la ciudad de Pergamino.
En 1908 se creó la estafeta postal. En 1910 comenzó a funcionar la escuela Nº59, aunque recién en 1927 contaría con edificio propio. En 1923 se erigió la primero comisión de fomento. El deporte tomaría impulso con la fundación en 1939 del Gelly Football Club. El templo católico recién sería edificado en 1963.

## Población
Cuenta con 702 habitantes (Indec, 2010), lo que representa un descenso frente a los 787 habitantes (Indec, 2001) del censo anterior.
| Gráfica de evolución demográfica de General Gelly entre 1991 y 2010 |
|                                                                     |
| Fuente: Censos nacionales del INDEC                                 |